# Prudencio Norales
Prudencio Norales Martinez (ur. 20 kwietnia 1956) – piłkarz, były reprezentant Hondurasu grający na pozycji napastnika.

## Kariera klubowa
Prudencio Norales podczas piłkarskiej kariery występował w klubie Olimpia Tegucigalpa. 

## Kariera reprezentacyjna
Prudencio Norales występował w reprezentacji Hondurasu w latach osiemdziesiątych. W 1980 wystąpił w eliminacjach Mistrzostw Świata 1982, w których Honduras po raz pierwszy w historii wywalczył awans do Mundialu. Rok później wystąpił na Mundialu w Hiszpanii w 1982. Na Mundialu wystąpił w dwóch meczach z Hiszpanią i Irlandią Północną. 